# Joaquim Monteiro Caminhoá
Joaquim Monteiro Caminhoá (Salvador, 21 de diciembre de 1836 — Río de Janeiro, 28 de noviembre de 1896) fue un médico, botánico, y profesor brasileño.
Era de Manuel José Caminhoá, y hermano de Luiz Monteiro Caminhoá, doctorado en 1858, en medicina, por la Facultad de Medicina de Bahía. En 1859, ingresó al Cuerpo de Salud de la Armada, dejando ese cargo para ser profesor de Botánica y Zoología Médica de la Facultad de Medicina de Río de Janeiro. En 1877, publicó su obra Elementos de Botânica Geral e Medicina, premiado por el Gobierno Imperial.
Era bisabuelo materno de Carlos Frederico Werneck de Lacerda, periodista y político brasileño.

## Honores
- miembro del Consejo del Emperador D. Pedro II, de la Academia Nacional de Medicina de Brasil y de la Sociedad Velosiana de Ciencias Naturales.